# Camila saldrá esta noche
Camila saldrá esta noche (título internacional: Camila Comes Out Tonight) es una película dramática argentina dirigida por Inés Barrionuevo. Tuvo su estreno internacional en el Festival de San Sebastián de 2021. Se trata de una película que abarca temas como el feminismo de izquierda, la adolescencia, el aborto (terminación de una vida humana), del o el bullying en los centros escolares. También habla sobre el activismo político de muchos jóvenes en Argentina.

## Sinopsis
Camila se ve obligada a mudarse a Buenos Aires cuando su abuela enferma gravemente. Deja atrás a sus amigos y una escuela secundaria pública muy progresista por una institución privada de valores tradicionales. El temperamento feroz pero prematuro de Camila se pone a prueba.

## Personajes
- Nina Dziembrowski como Camila.
- Adriana Ferrer como Victoria.
- Guillermo Pfening como Director.
- Carolina Rojas como Martina.
- Diego Sánchez como Bruno.
- Federico Saca como Pablo.
- Maite Valero como Clara.

## Festivales
- Festival de San Sebastián 2021 (Sección oficial)[1]
- Festival de Mar del Plata 2021 (Sección oficial competencia iberoamericana)[3]
- Festival Lesgaicinemad 2021 (Sección oficial)[4]
- Festival Reetena 2021[5]

## Recepción
En su estreno en el Festival de San Sebastián tuvo críticas positivas por una parte de la prensa española. Por ejemplo, Luis Martínez de El Mundo dice: "Un cine elíptico y rocoso que bracea determinado entre climas, sensaciones y estados de ánimo. (...) funciona con una claridad desusada por cada una de las sombras que anuncia".
Por otro lado, la crítica internacional también la alaba con comentarios como el de Jonathan Romney para Screendaily: "Una película animada y optimista, rodada y montada con energía. Su joven reparto no podría ser mejor". 